# باول كرايغ (باحث قانوني)
باول كرايغ (بالإنجليزية: Paul Craig)‏ هو عالم قانوني بريطاني، ولد في 27 سبتمبر 1951.